# Danh sách dãy núi ở Ba Lan
Dãy núi Sudetes và dãy núi Carpathian nằm ở hai bên biên giới phía nam của Ba Lan. Trong Ba Lan, cả hai rặng núi này đều không thể ngăn chặn cấm việc cư trú; vùng Carpathian đặc biệt đông dân. Hình dạng gồ ghề của dãy Sudeten bắt nguồn từ sự dịch chuyển địa chất hình thành nên vùng nâng của Carpathian sau này. Carpathian ở Ba Lan, được hình thành như một đơn vị địa hình rời rạc ở Kỷ đệ tam, có những ngọn núi cao nhất trong cả nước. Nó là rìa cực bắc của dãy rộng lớn hơn nhiều, kéo dài đến Cộng hòa Séc, Slovakia, Ukraine, Hungary và Romania.
Dãy núi Świętokrzyskie, một trong những dãy núi lâu đời nhất ở châu Âu, nằm ở miền trung Ba Lan, trong vùng lân cận của thành phố Kielce. Dãy núi bao gồm một số dãy núi riêng biệt, trong đó cao nhất làLysogóryóry (vùng núi hói). Cùng với Jura Krakowsko-Częstochowska, những ngọn núi tạo thành một khu vực được gọi là Vùng thượng du nhỏ Ba Lan (Wyżyna Małopolska). Họ đã được hình thành trong quá trình kiến tạo núi Caledonian của tuổi Silua và sau đó trẻ lại trong quá trình kiến tạo núi Hercynian của kỷ Carbon trên.
Ngọn núi được biết đến và quan trọng nhất ở Ba Lan là dãy núi Tatra thu hút nhiều khách du lịch từ Ba Lan và các quốc gia láng giềng.

## Các dãy núi ở Ba Lan
| - Carpathian Mountains - Núi Tatra - Pieniny - Silesian Beskids - Little Beskids - Maków Beskids - Żywiec Beskids - Island Beskids - Gorce Mountains - Beskid Sądecki - Low Beskids - Bieszczady Mountains - Sanocko-Turczańskie Mountains | - Sudetes - Karkonosze - Śnieżnik Massif - Jizera Mountains - Golden Mountains - Orlické hory - Owl Mountains - Bystrzyckie Mountains - Rudawy Janowickie - Stone Mountains - Table Mountains - Opawskie Mountains - Wałbrzych Mountains - Bardzkie Mountains - Kaczawskie Mountains - Ślęża Massif |

## Danh sách dãy núi ở Ba Lan
| Tên núi                        | Độ cao | Tên dãy núi        |
| ------------------------------ | ------ | ------------------ |
| Rysy                           | 2503 m | Tatras (Phía Đông) |
| Mięguszowiecki Szczyt Wielki   | 2438 m | Tatras (Phía Đông) |
| Niżnie Rysy                    | 2430 m | Tatras (Phía Đông) |
| Mięguszowiecki Szczyt Czarny   | 2410 m | Tatras (Phía Đông) |
| Mięguszowiecki Szczyt Pośredni | 2393 m | Tatras (Phía Đông) |
| Cubryna                        | 2376 m | Tatras (Phía Đông) |
| Świnica                        | 2301 m | Tatras (Phía Đông) |
| Kozi Wierch                    | 2291 m | Tatras (Phía Đông) |
| Zamarła Turnia                 | 2179 m | Tatras (Phía Đông) |
| Kościelec                      | 2155 m | Tatras (Phía Đông) |
| Mnich                          | 2068 m | Tatras (Phía Đông) |
| Starorobociański Wierch        | 2176 m | Tatras (Phía Tây)  |
| Jarząbczy Wierch               | 2137 m | Tatras (Phía Tây)  |
| Kamienista                     | 2126 m | Tatras (Phía Tây)  |
| Krzesanica                     | 2122 m | Tatras (Phía Tây)  |
| Wołowiec                       | 2064 m | Tatras (Phía Tây)  |
| Kasprowy Wierch                | 1987 m | Tatras (Phía Tây)  |
| Giewont                        | 1894 m | Tatras (Phía Tây)  |
| Flaki                          | 0803 m | Pieniny Środkowe   |
| Nowa Góra                      | 0902 m | Pieniny Środkowe   |
| Trzy Korony                    | 0982 m | Pieniny Środkowe   |
| Skrzyczne                      | 1257 m | Silesian Beskids   |
| Barania Góra                   | 1220 m | Silesian Beskids   |
| Małe Skrzyczne                 | 1211 m | Silesian Beskids   |
| Wierch Wisełka                 | 1192 m | Silesian Beskids   |
| Równiański Wierch              | 1160 m | Silesian Beskids   |
| Zielony Kopiec                 | 1152 m | Silesian Beskids   |
| Malinowska Skała               | 1152 m | Silesian Beskids   |
| Magurka Wiślańska              | 1140 m | Silesian Beskids   |
| Klimczok                       | 1117 m | Silesian Beskids   |
| Malinów                        | 1115 m | Silesian Beskids   |
| Magura                         | 1109 m | Silesian Beskids   |
| Magurka Radziechowska          | 1108 m | Silesian Beskids   |
| Trzy Kopce                     | 1082 m | Silesian Beskids   |
| Stołów                         | 1035 m | Silesian Beskids   |
| Glinne                         | 1034 m | Silesian Beskids   |
| Przysłop                       | 1029 m | Silesian Beskids   |
| Szyndzielnia                   | 1028 m | Silesian Beskids   |
| Muronka                        | 1021 m | Silesian Beskids   |
| Jaworzyna                      | 1020 m | Silesian Beskids   |
| Kościelec                      | 1019 m | Silesian Beskids   |
| Czantoria Wielka               | 0995 m | Silesian Beskids   |
| Kiczory                        | 0990 m | Silesian Beskids   |
| Stożek Wielki                  | 0978 m | Silesian Beskids   |
| Kopa Bukowska                  | 1320 m | Bieszczady         |